# Опознавательный знак Российских ВВС
Опознавательный знак ВВС Российской Федерации — пятилучевая красная звезда, окаймленная равновеликими синей и белой полосами и красной линией по контуру. Попытка принять новый символ в 2009 году в качестве официального встретила сопротивление со стороны Совета Федерации. В июле 2009 года была принята поправка к Воздушному кодексу, разрешавшая Министерству обороны самому устанавливать опознавательный знак для военной авиации. 4 марта 2010 года правительством Российской Федерации были утверждены звёзды с окантовкой, повторяющей цвета государственного флага. Кроме того, тем же постановлением был установлен знак государственной принадлежности воздушных судов государственной авиации, используемых для осуществления милицейской (полицейской) и таможенной служб — стилизованное изображение Государственного флага Российской Федерации.
Однако, в начале 2013 года новый министр обороны Сергей Шойгу, по представлению главкомата, постановил вернуть в качестве бортовых знаков государственной принадлежности летательных аппаратов красные звёзды образца ВВС СССР. Разница только в том, что теперь они будут в полтора раза меньше советских. В качестве причины замены неназванным офицером из министерства обороны было высказано, что «яркие триколорные звёзды сильно демаскируют самолёты и вертолёты».
В дальнейшем предполагается заменить нынешний образец звёзд новым вариантом, который ныне используется на истребителе пятого поколения Су-57 — контурные звёзды с красной окантовкой.

Опознавательный знак ВВС Российской империи в 1910-1918 годах.
Опознавательный знак авиации Красной армии 1918 года (вариант).
Опознавательный знак авиации Красной армии в 1918-43 годах.
Опознавательный знак авиации ВВС СССР с 1943 по 1991 год и ВВС Российской Федерации с 7 мая 1992 по 4 марта 2010 года.
Опознавательный знак авиации ВВС Российской Федерации с 4 марта 2010 года.
Опознавательный знак воздушных судов полиции и таможенной службы с 4 марта 2010 года.